# Колокольчик средний
Колоко́льчик сре́дний (лат. Campánula médium) — травянистое двулетнее растение; вид рода Колокольчик.

## Описание

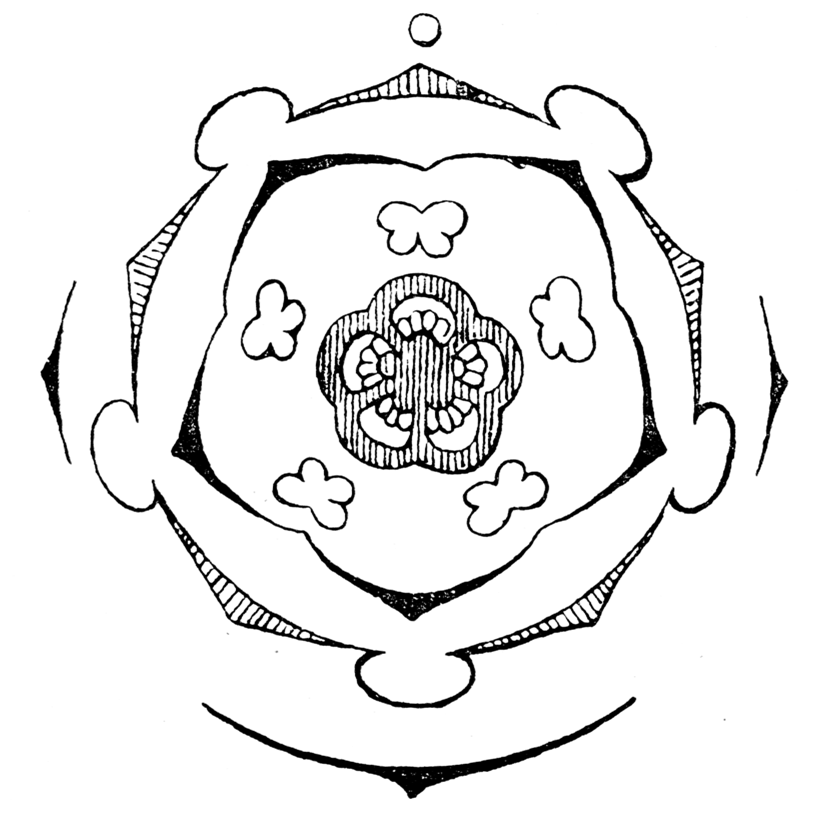
Диаграмма цветка

Достигает в высоту 50—100 см. Стебель — прямостоячий, жёстковолосистый.
Листья — прикорневые — сидячие, овально-ланцетовидные, стеблевые — широколанцетные.
Цветки синего, белого, голубого или розового цвета, крупные, до 7 см.
Плод — коробочка. Семена мелкие, серо-бурые.

## В культуре
В культуре с 1578 года.
Иногда выращивается как многолетнее за счёт естественного обновления.
Цветёт с июня по сентябрь. Плодоносит в августе — сентябре.
Имеет многочисленные садовые разновидности и формы, различающиеся окраской венчика, степенью махровости цветков и рассечённостью зубцов разросшейся, ярко окрашенной чашечки (Campanula medium f. calycanthema).
Некоторые сорта:
- Campanula medium 'Double Choice Mixed' — форма с махровыми цветками (двойным венчиком).
- Campanula medium 'Single Choice Mixed' — с простыми цветками.
- Campanula medium 'Calycanthema Choice Mixed' — растения высотой до 1 м, с цветками, похожими на чашку с блюдцем.
- Campanula medium 'Calycanthema Pink'
- Campanula medium 'Calycanthema Mixed'
- Сортосмесь Bells of Holland — высота растений около 60 см. Цветение в июне — июле.

Светолюбивое, холодостойкое и влаголюбивое растение. Не выносит кислых почв и застоя воды. На сырых участках зимой растения выпревают.
Образовавшиеся к осени первого года розетки листьев на зиму укрывают торфом слоем 3—5 см или опавшими листьями слоем 10 см. На следующий год отрастающие цветоносные побеги подвязывают к кольям. В сухую погоду обеспечивают полив, так как в противном случае растения мельчают и цветение прекращается.
Посев осуществляют в открытый грунт в конце мая. Норма посева — 0,05—0,07 г/м2. Семена слегка присыпают сухим мелким песком, натягивают над грядкой укрывной материал и притеняют. Через 2—3 недели всходы рассаживают на расстоянии 10—15 см.
Размножается также черенками. На черенки срезают отрастающие молодые побеги весной второго года.
В августе растения высаживают на постоянное место. Расстояние между растениями при посадке 30—35 см. В сухую погоду требуются поливы. При недоразвитии розеток прикорневых листьев цветение наступает на третий год. На зиму требуется укрытие торфом или сухими листьями слоем 15—20 см.
Удаление увядающих соцветий продлевает цветение.

## Классификация

### Таксономия
Campanula medium L., 1753, Sp. Pl. : 167
Вид Колокольчик средний относится к роду Колокольчик (Campanula) семейства Колокольчиковые (Campanulaceae) порядка Астроцветные (Asterales). Кладограмма в соответствии с Системой APG IV по состоянию на июнь 2023 года:
|  |                                      |  |                                   |                                   |                           |  | ещё 10 семейств | ещё 10 семейств |                     |  |  |  | еще 457 подтвержденных видов и 125 видов, ожидающих подтверждения |
|  |                                      |  |                                   |                                   |                           |  | ещё 10 семейств | ещё 10 семейств |                     |  |  |  | еще 457 подтвержденных видов и 125 видов, ожидающих подтверждения |
|  |                                      |  |                                   | порядок Астроцветные              |                           |  |                 |                 | род Колокольчик     |  |  |  |                                                                   |
|  |                                      |  |                                   | порядок Астроцветные              |                           |  |                 |                 | род Колокольчик     |  |  |  |                                                                   |
|  | отдел Цветковые, или Покрытосеменные |  |                                   |                                   | семейство Колокольчиковые |  |                 |                 | Колокольчик средний |  |  |  |                                                                   |
|  | отдел Цветковые, или Покрытосеменные |  |                                   |                                   | семейство Колокольчиковые |  |                 |                 |                     |  |  |  |                                                                   |
|  |                                      |  | ещё 63 порядка цветковых растений | ещё 63 порядка цветковых растений |                           |  |                 | ещё 354 рода    | ещё 354 рода        |  |  |  |                                                                   |
|  |                                      |  |                                   | ещё 63 порядка цветковых растений |                           |  |                 |                 | ещё 354 рода        |  |  |  |                                                                   |

### Синонимы
- Campanula bourdiniana Gand.
- Campanula florida Salisb.
- Campanula grandiflora Lam.
- Campanula grandiflorum Lam.
- Campanula medium f. alba Voss
- Campanula medium f. caesia Voss
- Campanula medium f. calycantha Voss
- Campanula medium f. coerulea Voss
- Campanula medium f. rosea Voss
- Campanula medium f. striata Voss
- Campanula medium var. bourdiniana (Gand.) Nyman
- Campanula medium var. calycanthema Nicholls
- Marianthemum grandiflorum Czerw. & L.Schwarz
- Marianthemum medium Schur
- Medium grandiflorum Spach
- Medium grandiflorum (Lam.) Fourr.
- Rapuntia media (L.) Chevall.
- Rapuntia medium (L.) Chevall.
- Sykoraea hortensis Opiz
- Talanelis medium Raf.